# Emil Körner

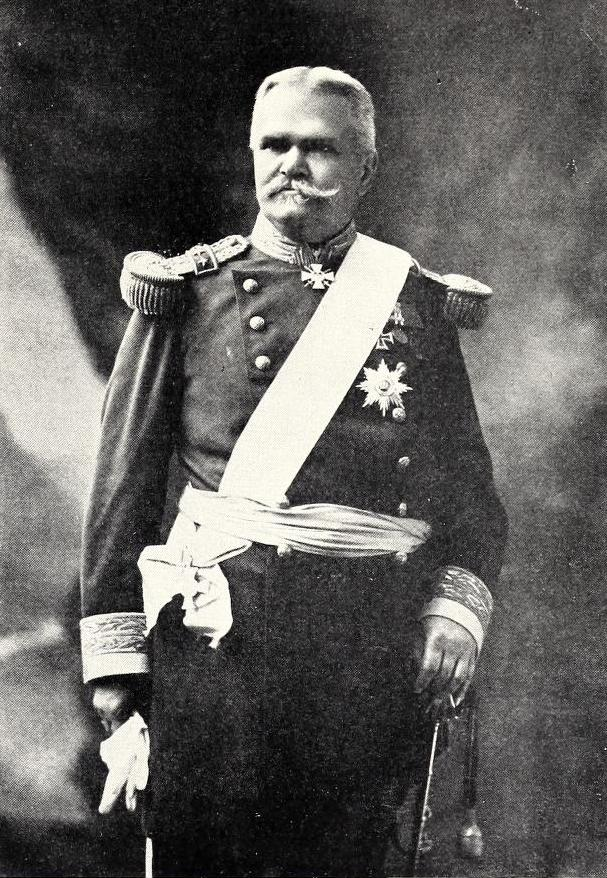
Emil Körner

Emil Körner Henze (1846 — 1920) foi um militar alemão e comandante-em-chefe do exército chileno.

## Exército do Chile
Terminada a Guerra do Pacífico o presidente chileno Domingo Santa María viu a necessidade de modernizar e organizar o exército. Para tal, direcionou-se à Alemanha, cuja instituição militar havia triunfado em campanhas contra a Áustria e França. 
Em 1885 o governo chileno contrata capitão de artilharia Emil Körner, que posteriormente levou o exército do Chile a uma transformação completa, com um trabalho intenso para consolidar a disciplina e a instrução da instituição militar chilena. Foi também um dos fundadores da Academia de Guerra do Chile (1887), encarregada de formar os oficiais do estado-maior.   
Faleceu na Alemanha em 1920 e pediu que seu corpo fosse sepultado no Chile.  

## Honrarias
- Cruz de Ferro